# 1,1-Ethandioldiacetat
1,1-Ethandioldiacetat ist eine chemische Verbindung aus der Gruppe der Acylale.

## Gewinnung und Darstellung
1,1-Ethandioldiacetat kann durch Reaktion von Dimethylether, Essigsäure und Synthesegas in Gegenwart eines katalytischen Systems aus RhI3, PPh3 und CH3I hergestellt werden.
Ebenfalls möglich ist die direkte Synthese aus Methylacetat und Synthesegas mit einem Katalysator.
Die Verbindung wurde erstmals 1858 von Anton Geuther aus Acetaldehyd und Essigsäureanhydrid durch Erhitzen auf 180 °C hergestellt. Danach wurden einige Methoden zur Herstellung entwickelt. So stellten Alfred Wohl und Rudolf Maag 1910 Ethylidendiacetat aus Paraldehyd und Essigsäureanhydrid her. Zwei Jahre später fanden A. Wohl und Bruno Mylo heraus, dass sich durch die Einwirkung von Kupferhydrid auf Acetylchlorid Ethylidendiacetat und Ethylacetat bilden. 1913 erhielt Fritz Klatte  in mehreren Ländern Patente für die Herstellung von Ethylidendiacetat durch die direkte Verbindung von Essigsäure und Acetylen in Gegenwart eines geeigneten Trägers, z. B. eines Quecksilbersalzes.

## Eigenschaften
1,1-Ethandioldiacetat ist eine farblose klare Flüssigkeit mit fruchtigem Geruch, die wenig löslich in Wasser ist. In Anwesenheit von Katalysatoren zersetzt sich die Verbindung oberhalb von 150 °C schnell, wobei hauptsächlich Essigsäureanhydrid und Acetaldehyd mit etwas Vinylacetat und Essigsäure entstehen.

## Verwendung
1,1-Ethandioldiacetat wird als Zwischenprodukt zur Herstellung von Vinylacetat verwendet.